# Лотси, Ян Паулус
Ян Паулус Лотси (англ. Johannes Paulus Lotsy, 11.04.1867, Дордрехт — 17.11.1931, Ворбург) — голландский ботаник.

## Биография
Учился в Гёттингенском университете. Работал в университете Дж. Хопкинса в Балтиморе, США (1891—1895), на хинной станции на острове Ява (1896—1900), с 1904 преподавал ботанику в Лейденском университете, директор государственного Гербария там же (1904—1909), секретарь Королевского голландского научного общества (1909—1919). Изучал флору Франции, Италии и Швейцарии, совершил путешествия в Австралию и Новую Зеландию (1925), Южную Африку (1926—1927), Египет (1930).
Внес большой вклад в изучение семейства Balanophoraceae, автор описаний яванских растений и трудов по таксономии и генетике. Выдвинул умозрительную гипотезу «эволюции при постоянстве видов», впоследствии отвергнутую наукой. Л. отрицал существование мутаций, считал гены неизменяемыми, в результате чего постулировал постоянство и неизменяемость видов. При этом он абсолютизировал роль комбинативной изменчивости, полагая, что эволюция не есть возникновение чего-то качественно нового, а лишь результат перекомбинаций «первозданного» генофонда при скрещиваниях. Творческую роль естественного отбора Лотси отрицал.
В истории биологии имя Лотси осталось, прежде всего, потому, что он ввел термины «жорданон» («элементарный», константный вид, назван в честь Алексиса Жордана) и «линнеон» (классический, «линнеевский» вид, назван в честь Карла Линнея), который якобы распадается на множество жорданонов. Последовавшая дискуссия в ботанике, в которой приняли участие Н. И. Вавилов и многие другие ученые, привела к пониманию сложной внутренней генетической структуры вида, что явилось одной из необходимых предпосылок возникновения синтетической теории эволюции.
В честь Лотси названа орхидея Oberonia lotsyana J.J.Sm.